# Іваниця Олег Петрович
Олег Петрович Іваниця (нар. 26 квітня 1978, Хмільник) — актор, телеведучий, сценарист. Актор театрального творчого об'єднання «Чорний квадрат» (Київ). Ексучасник «Дизель Студіо», брав участь у гумористичних програмах «Дизель Шоу» та «На трьох»

## Життєпис

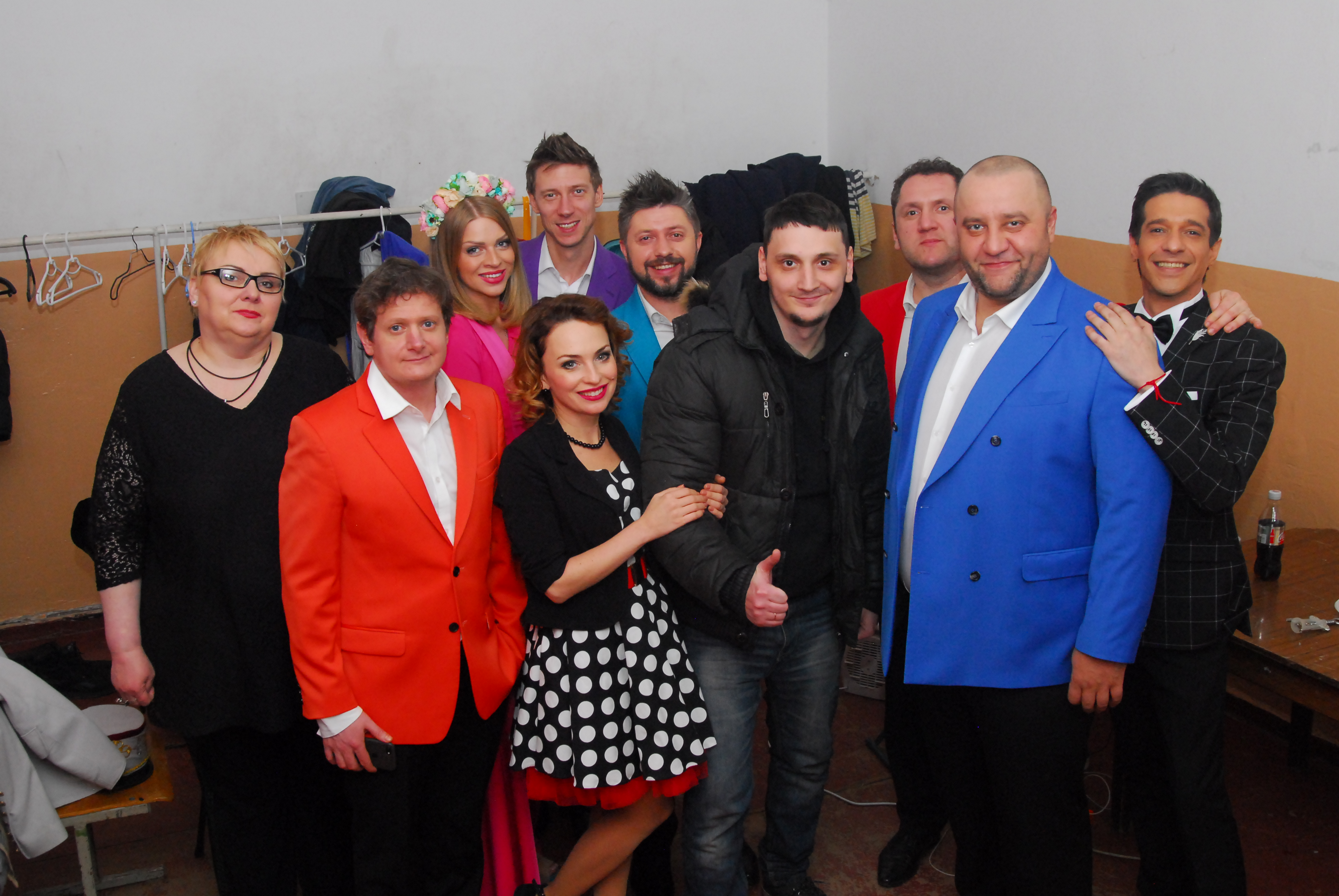
Спільне фото з «Дизель Студіо»

Олег Іваниця народився 26 квітня 1978 року на Вінниччині у містечку Хмільник. Закінчив Інститут міжнародного бізнесу в Тернопільській академії народного господарства (нині — Західноукраїнський національний університет). А також — студію акторської майстерності «Чорний Квадрат». Неодружений. Є двоє дітей: Оля — 17 років і Остап — 9 років. Олег любитель водних видів спорту.
З 2015 по 2018 рік був актором «Дизель Шоу», програми компанії «Дизель Студио», та її дочірнього проєкту — скетчкому «На трьох» (рос. На троих).
У 2018 році пішов зі складу програми, пояснивши це тим, що втратив мотивацію у зв'язку з загибеллю Марини Поплавської — однієї з основних актрис шоу.
На початку повномасштабного вторгнення Росії в Україну вступив до лав ЗСУ та пішов захищати Україну проти російських окупантів.

## Фільмографія

### Ролі в кіно
- 2024 Будинок «Слово»: Нескінчений роман (Україна) — гість з Німеччини, який оцінив твір Акімов «Комунари» (який написав сам Микола Хвильовий)
- 2023 Ботоферма, Негреба, політик
- 2020 Дільничний з ДВРЗ (Україна), Хазяїн
- 2018 Коли ми вдома. Нова історія 2
- 2018 Папаньки (Україна)
- 2017 Жіночий лікар-3 (Україна), Лев Борисович Квітко, репродуктолог
- 2016 Чудо за розкладом (Україна), Копито, слідчий
- 2016 Центральна лікарня (Україна), підполковник
- 2016 Випадкових зустрічей не буває (Україна), дільничний капітан Віктор Степанович Зінченко
- 2016 На лінії життя (Україна), Віталій Чащін, бізнес-партнер Білика
- 2016 Забудь і нагадай (Україна), патрульний у Северогорські
- 2016 Громадянин Ніхто (Україна), оперативник Павло Томченко
- 2015 Пес (Україна), сусід (12 серія «Месник»)
- 2014 Узнай мене, якщо зможеш (Україна), епізод
- 2014 Остання електричка, прораб
- 2014 Лабіринти долі (Україна), епізод
- 2014 Гордіїв вузол (Україна), епізод
- 2014 Вітряна жінка (Україна, Росія), епізод
- 2014 Білі вовки-2, епізод
- 2013—2014 Сашка (Україна), директор СТО
- 2013 Одинокі серця, Павло Трунов, начальник поліції, чоловік Ріти
- 2013 Нюхач (Україна), майор, черговий по відділенню
- 2013 Пастка (Україна, Росія), лікар
- 2013 Жіночий лікар-2 (Україна), Лев Борисович Квітко — репродуктолог (1 серія «Чоловік і жінка», 2 серія «Алібі», 3 серія «Амнезія»)
- 2013 Даша, господар клубу Вадим
- 2012 Пристрасті по Чапаю, епізод
- 2012 Під прицілом кохання (Україна, Росія), начальник соціальної служби Микола Олександрович
- 2012 Одеса-мама (Україна), водій Чебанова, Сергій Єсенін
- 2012 Не бійся, я поруч (Україна)
- 2012 Лист очікування (Україна, Росія), (1 серія)
- 2012 Жіночий лікар (Україна), Лев Борисович Квітко — однокурсник Романа, репродуктолог (1 серія «Скажена ніч», 2 серія «Недоношене серце», 3 серія «Зірковий пил»)
- 2012 Дорога в пустоту (Україна, Росія), бандит Олексій Бульдозер
- 2012 Повернення Мухтара-8, Єзерський (4 серія «У новому статусі»);
- 2011 Лють (Україна, Росія), товстун (Фільм № 4 «Остання сутичка»)
- 2011 Екстрасенси-детективи, Тараторкін
- 2011 Справа була на Кубані, водій автобуса Михайло
- 2011 Повернення Мухтара-7, лікар кінологічного центру (22 серія «День донора»)
- 2011 Биття серця, Михайло
- 2011 Бабло, хуліган
- 2010 Паршиві вівці (Україна)
- 2010 Повернення Мухтара-6, охоронник парфумерного магазину (94 серія «Історія з душком»)
- 2010 Брат за брата (Україна, Росія), епізод
- 2009 Територія краси (Україна), епізод
- 2009 За загадкових обставин (Україна), начальник караулу
- 2009 Потяг, який зник, Фільм № 1
- 2009 Повернення Мухтара-5, міліціонер (46 серія «Нічний клуб»)
- 2009 Вагома підстава для вбивства (Україна), Дімон
- 2009 Акула (Україна), епізод
- 2008 Рука на щастя (Україна, Росія), охоронець Насті
- 2008 Відлига (Україна), Павло водій на автовокзалі
- 2008 Абонент тимчасово недоступний (Україна), виконроб
- 2007 Повернення Мухтара-4, Фідель (51 серія «Курочка-ряба»)
- 2006 Повернення Мухтара-3, охоронець (76 серія «Вечеря зі Слоном»)

### Автор сценарію
- 2017 Тато Ден (Україна)
- 2016 Майор і магія
- 2011 Ластівчине гніздо (Україна)
- 2010 Домашній арешт (Україна)